# 有沢賢持
有沢 賢持（ありさわ けんじ、1950年7月27日 - ）は、北海道新冠郡新冠町出身の元プロ野球選手（投手）。

## 来歴・人物
北日本学院大高では3年次の1968年、エース、4番打者として夏の甲子園に出場。1回戦では若狭高の乗替寿好と投げ合い1-0で完封勝利したが、2回戦で高知高に敗退。
高校卒業後は1969年に大昭和製紙北海道へ入社するが、チームにあまり馴染めず、1973年に日産サニー札幌に移籍。
結成当初はゴロもフライも捕れない弱小チームであったが、毎朝、午前6時前から練習し、8時に出社してセールスに歩き、午後1時から3時間半練習し、夕方に再出社すると夜9時まで働き、それからまたランニングした。車もよく売り歩き、1ヶ月に50台はセールスした。チームはみるみる強くなり、古巣・大昭和製紙北海道、新日鐵室蘭、王子製紙苫小牧、たくぎん、電電北海道の北海道5強に練習試合で、時には勝つほどまでになった。
1975年の都市対抗に電電北海道、1976年の都市対抗にたくぎんの補強選手として出場。1976年には救援投手として活躍し、広島マツダとの準決勝で勝利投手となる。決勝では日本鋼管と対戦し、9回に先発の千藤和久をリリーフするが決勝点を献上、0-1で敗退しチームは準優勝にとどまった。1978年にも新日鐵室蘭の補強選手として登板している。
1978年のドラフト3位でヤクルトスワローズに入団。スリークォーターからストレート、カーブ、シュート、スライダー、チェンジアップ、シンカーと多彩な変化球を操り、中継ぎとして期待された。
入団当時は結婚3年目、生後10ヶ月になる長男がいた。千歳空港から飛行機に乗る時には妻は何も言わなかったが、先々を考えて、契約金2000万円の殆どを定期預金に預けた。1年目の1979年の年明けには板橋区内にマンションを借りた。
連覇を目指すチームは厳しい空気で、ユマキャンプは朝から休みなしの練習で、有沢は正直、とんでもない世界に飛び込んだと思った。ブルペンで松岡弘、尾花高夫らエース格と並んで投げると、球威も球速もレベルが違い、自信はもろくも崩れ、二軍に落ちた。
1980年にはジュニアオールスターゲームにも出場するが、1981年オフに戦力外通告を受け、打撃投手としてチームに残ることとなる。
打撃投手転向後は打たせないのではなく、打たせるのが役目のため、頭の切り替えが難しかったが、試合開始前の30分間に200球を投げた。試合開始後はベンチを離れ、1人でロッカールームに行き、シャワーを浴び、場内アナウンスが先発メンバーを読み終わる頃には背広に着替えて、ビデオ係としてビデオカメラを手にネット裏に向かう。両チームの投手と打者のフォームを丹念に撮影し、試合終了後はクラブハウスの端に置かれている大型テレビの前に座り、ビデオを再生。打者の癖やウイークポイントを見つけ、投球フォームを見て、ちょっとした仕草から球種などを割り出し、分析結果は大学ノートに書き留めた。
仕事を終えてクラブハウスを出るのは午前0時近くで、終電で帰宅。車内でもノートに蛍光ペンでラインを引きながら、ポイントを頭に叩き込んだ。運動具店への出入りはなくなり、文具店にばかり走るなど仕事に熱中していると、一流打者にも癖や欠点があることに気付き、仕事の面白みが急に膨らんだ。球種、コース、高低によって、その打者の打球はどこに飛ぶ確率が高いか、個人ごとにカード化してみた。直球は青、カーブは赤、スライダーは黄、フォークは緑の線で、打球の方向をマークしていくと、打者の特色が分かり、それを個人カード化した。篠塚和典は真ん中の打ち損ねが多く、山本浩二は低めのボールを内野ゴロに打ち損じるケースが意外に目立った。強打者は、得意コースの1、2球外れにウイークポイントがあることも発見し、相手チームの事をコーチに話し、自軍選手の事は本人に直接告げ、スランプの選手が相談にくることも多くなり、次第にやり甲斐を感じ出した。
1984年には左投手不足と中継ぎ不足を補うため現役復帰を果たし22試合に登板、33歳での初登板として話題になる。
1984年の途中に就任した土橋正幸監督は打撃練習の時に必ずマウンドの投球ゲージの後ろに立ち、振り向くと大きな目で睨まれたため、有沢は内心「やりにくいなあ」と思いながら、打者に打ちやすい球を投げなきゃ怒鳴られると気を遣った。
現役復帰は甲子園で阪神戦を終え、宿舎に帰るバスの車中に土橋が「有沢、お前、現役に戻れ」と突然声を張り上げたことで分かり、有沢は驚いて膝の上のカメラを落としそうになり、周囲の選手も妙な冗談を言うものだと黙っていた。
1985年にも23試合に登板するが、肘の故障もあって実績を残せず、2度目の戦力外通告を受け、同年限りで現役を引退。
引退後は北海道ヤクルトの営業マンを務め、2007年から2008年にはプロ野球マスターズリーグ・札幌アンビシャスに投手として参加。

## 詳細情報

### 年度別投手成績
| 年 度     | 球 団     | 登 板 | 先 発 | 完 投 | 完 封 | 無 四 球 | 勝 利 | 敗 戦 | セ 丨 ブ | ホ 丨 ル ド | 勝 率 | 打 者 | 投 球 回 | 被 安 打 | 被 本 塁 打 | 与 四 球 | 敬 遠 | 与 死 球 | 奪 三 振 | 暴 投 | ボ 丨 ク | 失 点 | 自 責 点 | 防 御 率 | W H I P |
| --------- | --------- | ----- | ----- | ----- | ----- | -------- | ----- | ----- | -------- | ----------- | ----- | ----- | -------- | -------- | ----------- | -------- | ----- | -------- | -------- | ----- | -------- | ----- | -------- | -------- | ------- |
| 1984      | ヤクルト  | 22    | 0     | 0     | 0     | 0        | 0     | 0     | 0        | --          | ----  | 67    | 17.1     | 11       | 0           | 7        | 0     | 0        | 10       | 1     | 0        | 6     | 5        | 2.60     | 1.04    |
| 1985      | ヤクルト  | 23    | 0     | 0     | 0     | 0        | 0     | 0     | 0        | --          | ----  | 90    | 18.1     | 21       | 4           | 15       | 2     | 1        | 7        | 0     | 0        | 12    | 12       | 5.89     | 1.96    |
| 通算：2年 | 通算：2年 | 45    | 0     | 0     | 0     | 0        | 0     | 0     | 0        | --          | ----  | 157   | 35.2     | 32       | 4           | 22       | 2     | 1        | 17       | 1     | 0        | 18    | 17       | 4.29     | 1.51    |

### 記録
- 初登板：1984年6月20日、対中日ドラゴンズ12回戦（ナゴヤ球場）、2回裏無死に2番手で救援登板、1回無失点
- 初奪三振：1984年6月24日、対横浜大洋ホエールズ11回戦（長野県営野球場）、6回表に田代富雄から

### 背番号
- 45 （1979年 - 1981年）
- 83 （1982年 - 1984年）
- 13 （1985年）

## 関連文献
- 山際淳司『エンドレス・サマー』（角川書店, 1985年） ISBN 4-04-154052-6　「打撃投手」において現役復帰1年目が記述されている。